# Tűzgömb
A tűzgömb olyan meteor, melynek fényessége eléri vagy meghaladja a -5 magnitúdót, vagyis a Vénusz fényességét.
A Föld légkörébe érkező meteorok esetén átlagosan minden ezredik számít tűzgömbnek. Gyakrabban fordul elő a meteoresők idején, például a Geminidák vagy a Perseidák hullása időszakában. A tűzgömb kialakulásához többnyire 1 cm vagy annál nagyobb méretű szilárd anyag szükséges. Ritka esetben az ilyen meteorit a légkörben való izzás után elérheti a felszínt. 

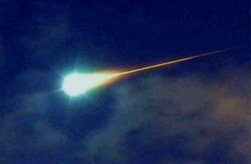
Tűzgömb az égen

A geminida meteorraj egyik tűzgömbje 2010 december 9-én

Azok a meteorok, amik később felizzanak a légkörben és ezáltal láthatóvá válnak, többnyire szuperszonikus sebességgel érik el a légkört.
A tűzgömb inkább kisbolygó eredetű anyagból keletkezik, mint üstökösből.
Ha a légkörben felrobbanó tűzgömb hangrobbanást kelt, az ilyen meteor neve bolida. A hangrobbanás kezdeti magassága 30–45 km körül van, ami percekkel később a földfelszínen hallható. Ha a meteor részekre szakad, többszörös hangrobbanás jöhet létre, ami mennydörgésszerű, folyamatosnak tűnő morgást hoz létre. A hangrobbanás általában azt jelzi, hogy a meteoroid részekre szakadt.
Ha a meteor mérete kellően nagy (≥150 m), kevésbé fékeződik le és többnyire csak kisebb részek válnak le belőle, majd az ilyen test meteorkrátert létrehozva a földbe csapódik.
Évente nagyjából 5000 bolida fordul elő a Föld légkörében, ebből mintegy tucatnyi becsapódik a földbe vagy az óceánokba. Speciálisan a bolidák észlelésére nem létezik az egész földfelszínt lefedő megfigyelőhálózat, azonban az atomrobbanások észlelésére használt műholdak és egyéb érzékelők képesek jelezni a légkörben való haladásukat a teljes földfelszín fölött. Sok országban létezik kisebb területet lefedő, automatikus kamera rendszer. A kamerák felvételei alapján utólag megállapítható a meteor pályája a légkörben és feltételezett becsapódási helye, így a meteorit keresése kisebb területen, célzottan végezhető. A bolida haladása a légkörben infrahangot kelt (ez érzékelhető az atomrobbantások figyelésére szolgáló földi telepítésű műszerekkel több száz kilométer távolságból, vagy néha akár több ezer km-ről is).
Ha a bolida fényessége nagyobb, mint −17m (magnitúdó), szuperbolidának nevezik.

## A Naprendszerben
Általánosabb fogalomként a Naprendszerben keringő égitestek közül azt nevezik bolidának, ami egy másik égitestbe csapódik.